# Pedel

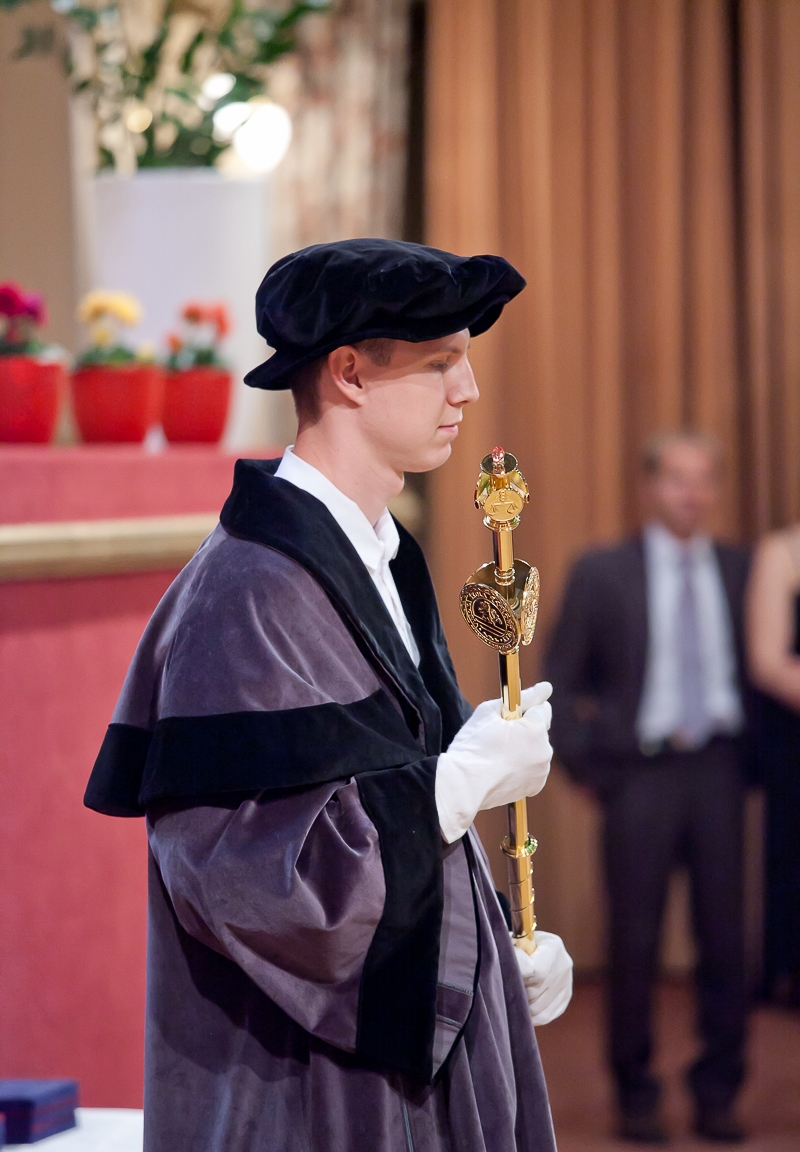
Pedel s žezlem

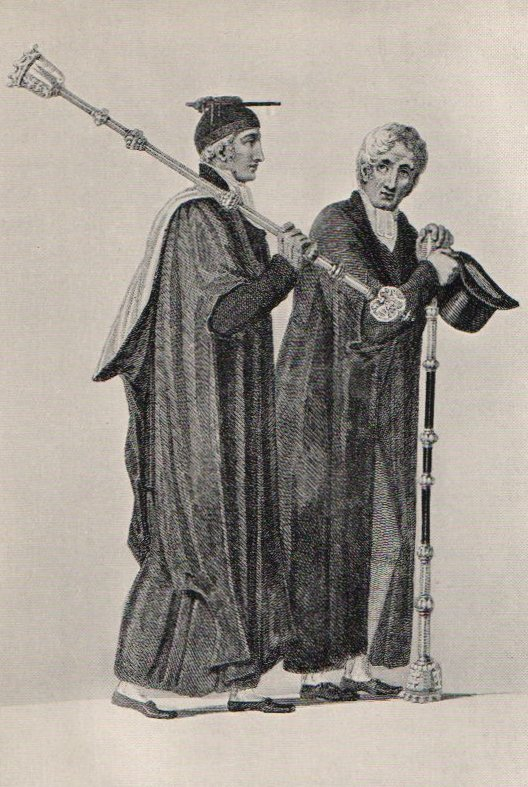
Historická ilustrace pedelů z Cambridge

Pedel (též bedel) je ceremoniální funkce na vysokých školách a univerzitách. Při slavnostních příležitostech kráčí před rektorem nebo děkanem a nosí žezlo, popřípadě jiné insignie dané vysoké školy nebo její fakulty. Během akademického obřadu, zejména během imatrikulace či promoce, navíc drží žezlo před studentem, který se ho při slibu či přísaze dotýká (nebo jen symbolicky).
Původně se jedná o nižšího vysokoškolského úředníka. Ačkoli má dnes pedel výhradně symbolický význam, dříve sloužil jako univerzitní sluha – byl zodpovědný za údržbu školních budov a asistoval rektorovi či děkanovi – původně je též v literatuře označován jako školník.
Původ slova je v latinském výrazu pedellus či bedellus, který označoval univerzitního školníka. Latinské slovo je odvozeno od germánského základu, který lze nalézt ve starohornoněmeckém bitil či ve staroanglickém bidul – ve významu „kdo přednáší prosby“ či „mluvčí“. Stejný kořen slova je i v moderním německém slovesu bitten – prosit.